# Cecropis semirufa

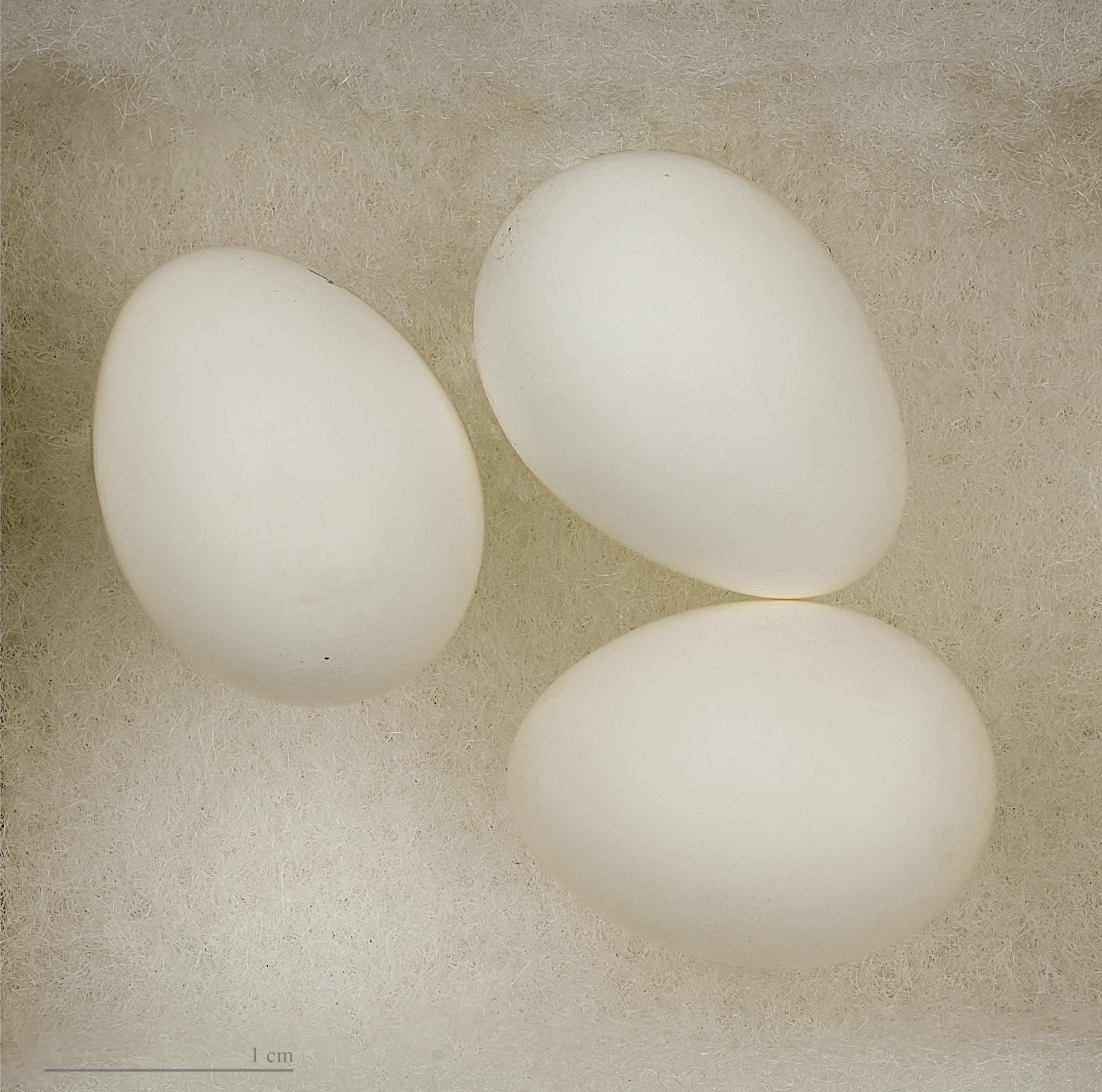
Huevos de Cecropis semirufa

La golondrina pechirrufa (Cecropis semirufa) es una especie de ave paseriforme de la familia Hirundinidae propia del África subsahariana. Es una golondrina de gran tamaño que se reproduce en el África ecuatorial. Es parcialmente migratoria, siguiendo las lluvias para ir a su rango de distribución en la temporada húmeda.
Esta es un ave habitante de tierras abiertas y secas. En zonas boscosas habita, en su lugar, Cecropis senegalensis. Construye un nido cerrado con barro con una entrada tubular en una cavidad debajo de puentes o estructuras similares. Usa edificios deshabitados, agujeros en árboles o cuevas y se benefició de la construcción de puentes y estructuras similares. Suele tener tres huevos por nidada.
La golondrina pechirrufa es de gran tamaño, como Cecropis daurica, y tiene 24 cm de longitud, con partes superiores color azul y un cuello y el interior de la cola rojo. El rostro y la parte baja son rojizas, pero las plumas debajo de las alas son blancas, con plumas de vuelo negras. La cola es bífida y es un poco más larga en machos. Los pichones son menos llamativos y más marrones, con menos contraste.
Se diferencia de Cecropis senegalensis por el tamaño, ligeramente menor y la cola, apenas más larga. La corona negra se extiende por debajo de los ojos. Estos pájaros se alimentan de insectos cazados en el aire. Su vuelo es lento y majestuoso.